# ナノ・メディア
株式会社ナノ・メディアは、東京都品川区に本社を置く携帯電話向けコンテンツを配信する企業。携帯サイトの制作・運用や携帯向けソリューションサービスの提供なども行っている。
社名の「NANO」は「Next Action Nandemo One-stop」の頭文字による。

## 沿革
- 1999年
  - 4月 - 株式会社リーコム設立
  - 12月 - アイラテ・ドットコム株式会社設立。
- 2001年11月 - 伊藤忠商事株式会社の連結子会社になる。
- 2002年3月 - 本社を東京都港区南青山2-6-12に移転。
- 2003年
  - 1月 - 株式会社リーコムが株式会社ナノ・メディアに社名変更（資本金253百万円）
  - 3月 - 株式会社アイラテ（旧・アイラテ・ドットコム）を100%子会社化。
  - 5月 - 本店を東京都港区南青山1-1-1に移転。
- 2004年
  - 4月 - 子会社である株式会社アイラテを吸収合併。
  - 12月 - ISMS認証を取得。
- 2005年11月 - 東京証券取引所マザーズ市場に上場。
- 2007年1月 - 情報セキュリティマネジメントシステムの国際規格「ISO27001」認証を取得。
- 2011年7月 - 株式会社ウェルネットによる普通株式の公開買付けが成立し、同社の連結子会社となる。
- 2013年
  - 2月 - Oakキャピタル株式会社との株式交換により、同社の完全子会社となる。本社を東京都港区西新橋3-2-1に移転。
  - 5月 - 東京証券取引所マザーズ市場より上場廃止。
  - 6月 - 資本金の額を1,760,425,102円減資し、10,000,000円とする。創業者がOakキャピタルから株式の譲渡を受け、筆頭株主となる。
- 2014年9月 - 本社を東京都品川区東五反田2-2-3に移転。資本金の額を20,000,000円増額し、30,000,000円とする。
- 2018年6月 - 資本金の額を10,000,000円増額し、40,000,000円とする。
- 2022年9月 - 本社を東京都品川区平塚1-12-12に移転。